# Lago Mistassini
Il lago Mistassini (in francese: Lac Mistassini, in inglese: Mistassini Lake), è il più grande lago naturale della provincia canadese del Québec, con una superficie totale di circa 2.335 km² (di cui 2.164 di effettive acque – escluso isole e superfici terrestri). Si trova nella regione di Jamésie, circa 360 km a est della Baia di James. L'abitato Cree di Mistissini si trova sulla penisola di Watson, nella parte sud-est del lago.
Ampie foreste di betulle e abeti circondano l'area del lago e sostengono una grande industria di sfruttamento del legname.
Il fiume Rupert defluisce dal Mistassini presso un grande masso, che i nativi cree identificavano per dare il nome al lago, mista-assini che significa "grande pietra".
Altri fiumi di questa regione sono: Chalifour, Takwa, Témiscamie, Wabissinane.

## Storia
Il lago Mistassini fu scoperto dagli europei nel 1663 in una spedizione ordinata da Pierre Dubois Davaugour, governatore D'Avaugour, e condotta da Guillaume Couture (primo colono di Pointe-Lévy (Lévis) ed eroe della Nuova Francia) accompagnato da Pierre e Jean Duquet Langlois e da guide di nativi americani. La spedizione si avvalse di una flotta di 44 canoe. Risalirono il fiume Saguenay, raggiunsero il lago Mistassini e continuarono lungo il fiume Rupert che scorre verso la Baia di Hudson.
Nel 1672, Charles Albanel si recò sul lago Mistassini in missione ufficiale per il commercio delle pellicce. Venne istituita una stazione di posta nei pressi del lago, la cui sede si spostò più volte nel corso dei decenni, fino a che non si stabilì presso il sito del villaggio Mistissini.